# 762년

## 연호
- 당(唐) 보응(寶應) 원년
- 일본(日本) 덴표호지(天平宝字) 6년

## 기년
- 당(唐) 숙종(肅宗) 7년 / 대종(代宗) 원년
- 신라(新羅) 경덕왕(景德王) 21년
- 발해(渤海) 문왕(文王) 26년

## 사건
- 당나라가 문왕을 발해국왕으로 책봉하였다.